# 吾嬬町
吾嬬町（あづまちょう）は、東京府南葛飾郡にかつて存在した町である。現在の墨田区の東部に位置していた。

## 沿革
- 1889年（明治22年）5月1日 - 町村制の施行に伴い、小村井村、葛西川村の全域と、以下の5村の各一部が合併して吾嬬村が発足（カッコ内は残部の編入先）。
  - 請地村（東京市本所区、寺島村、大木村）
  - 寺島村（寺島村、大木村）
  - 大畑村（寺島村、大木村）
  - 亀戸村（東京市本所区、深川区、亀戸村、大島村）
  - 須崎村（東京市本所区、寺島村、大島村、大木村）
- 1912年（大正元年）9月1日 - 吾嬬村が町制施行して吾嬬町となる。
- 1914年（大正3年）4月1日 - 荒川放水路設置に伴い、大木村の放水路左岸（旧大畑村、木下村、上木下川村、下木下川村）が編入される。
- 1929年（昭和4年）5月15日 - 寺島町と町界変更。一部領域を交換して町域が確定する。
- 1930年（昭和5年） - それまでの8大字とそれに付随する小字を廃して東一〜八丁目、西一〜九丁目の17大字を設置。
- 1932年（昭和7年）10月1日 - 南葛飾郡全域が東京市に編入。吾嬬町の区域は向島区となる。17大字の上に「吾嬬町」を付けた17町を設置。
- 1947年（昭和22年）3月15日 - 向島区が本所区と合併して墨田区を新設。

### 地名の由来
当吾嬬町、吾嬬村の名は、近隣地域の現立花1丁目に所在する「吾嬬神社（あづまじんじゃ）」に由来する。吾嬬（あづま）は「わが妻」の意とされる。→ 立花 (墨田区)#地名の由来も参照

## 行政
町長
- 大沢梅次郎

## 人口
- 1920年　 30,660
- 1925年　 59,921
- 1930年　 80,985

## 経済

### 地主
地主は「小宮市太郎、小宮作次郎、小宮茂次郎、小宮忠太郎、小宮藤太郎、小宮藤五郎、小宮仁三郎、小宮安太郎」などがいた。

### 産業
企業
- アズマックス

## 交通

### 鉄道
- 東武鉄道
  - 亀戸線：十間橋通駅 - 虎橋通駅 - 天神駅 - 小村井駅 - 平井街道駅（現・東あずま駅）
- 京成電気軌道（現・京成電鉄）
  - 押上線：荒川駅（現・八広駅）

## 現在の地名
文花、立花、東墨田、押上一丁目、三丁目、京島二丁目、三丁目、八広二丁目、三丁目、四丁目、六丁目（いずれも大体の範囲）

## 出身人物・ゆかりのある人物
- 清水一行（小説家）
- 上野歩（小説家）

## 脚註
1. ↑  『Tokyo Taisho Exposition : Uyeno Park, Tokyo, 1914 = 東京大正博覧会 : 東京市上野公園ニテ開催 (大正三年)』158頁,Eibun Nippon Annaisha,1914. 国立国会図書館デジタルコレクション https://dl.ndl.go.jp/pid/1680477 (参照 2024-05-18)
2. ↑  東吾嬬小学校ホームページ内･吾嬬の由緒についての記述なども参照。
3. ↑  『日本紳士録 第40版』東京コの部230 - 231頁（国立国会図書館デジタルコレクション）。2022年7月31日閲覧。